# Jüdischer Friedhof (Ingenheim)

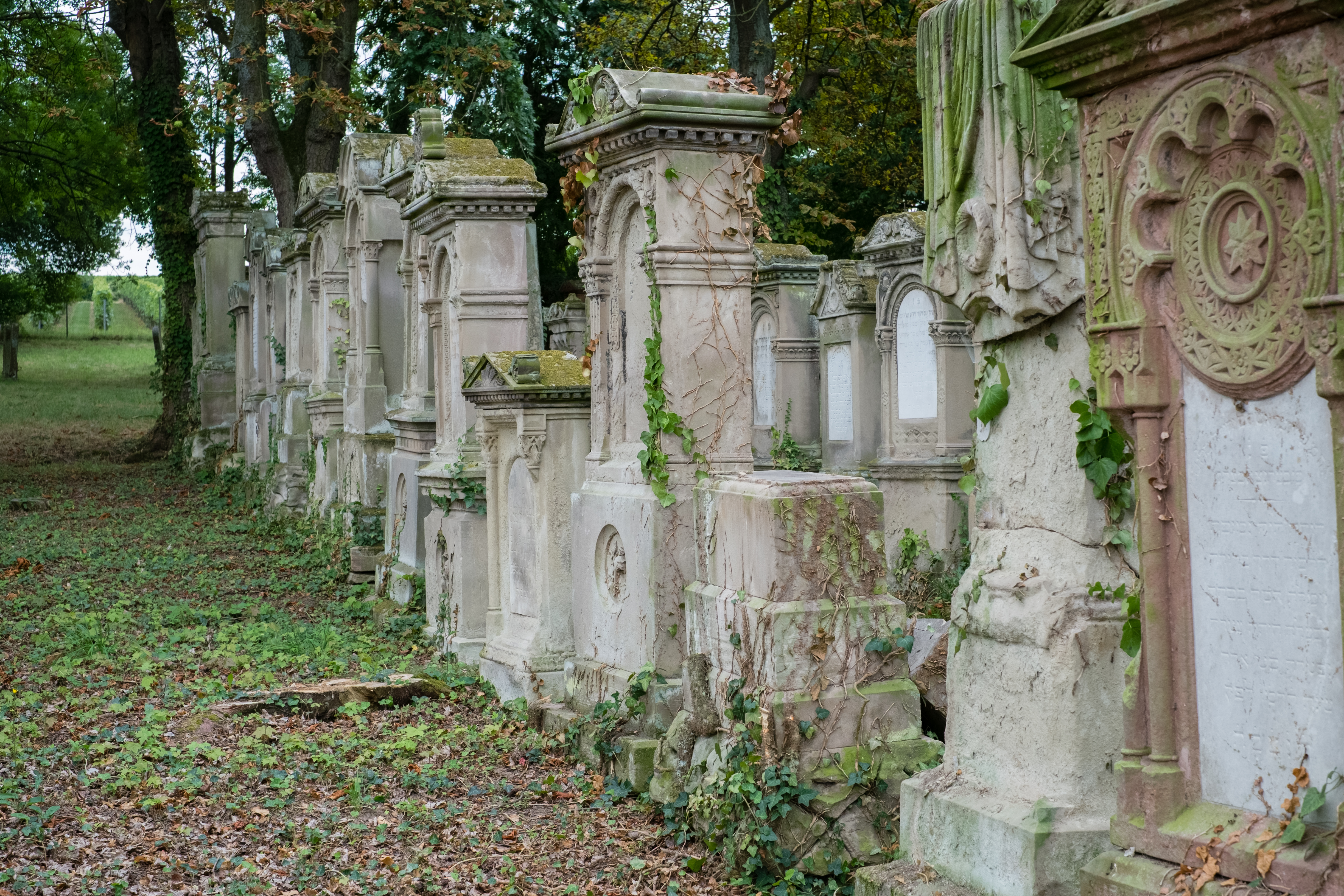
Jüdischer Friedhof Ingenheim

Der jüdische Friedhof im Ortsteil Ingenheim der Gemeinde Billigheim-Ingenheim im Landkreis Südliche Weinstraße in Rheinland-Pfalz ist ein geschütztes Kulturdenkmal.
Der jüdische Friedhof befindet sich Am Zäberling/Am Pfaffenberg. Es sind etwa 2.200 Grabsteine erhalten. Die ältesten stammen vom Ende des 17. Jahrhunderts.

## Geschichte
Der Friedhof wurde um 1650/85 eröffnet und im Jahr 1859 erweitert. Belegt wurde er von 1685 bis 1934 und auch nach dem Zweiten Weltkrieg.